# Strehlverhouding
De Strehlverhouding is een maat voor de optische kwaliteit van een telescoop of ander afbeeldingssysteem. Hij is gedefinieerd als de verhouding tussen de in het detectievlak waargenomen piekintensiteit van een puntbron en de alleen door diffractie beperkte theoretische maximale piekintensiteit van een perfect afbeeldend systeem. De Strehlverhouding is genoemd naar de Duitse fysicus en wiskundige Karl Strehl (1864-1940).

## Definitie
Tenzij anders vermeld, wordt de Strehlverhouding gewoonlijk gedefinieerd voor het scherpste beeldvlak van het te beoordelen instrument. De intensiteitsverdeling in het beeldvlak van een puntbron wordt gewoonlijk de puntspreidingsfunctie genoemd. De vorm van de puntspreidingsfunctie karakteriseren door één getal, zoals met de Strehlverhouding gebeurt, is uiteraard alleen zinvol als de functie nauwelijks vervormd is ten opzichte van zijn ideale (aberratievrije) vorm. Dit is het geval bij een goed gecorrigeerd systeem, wanneer dit vlak bij zijn diffractielimiet wordt gebruikt. Dit geldt voor de meeste telescopen en microscopen, maar bijvoorbeeld niet voor de meeste fotografische systemen.
André Maréchal heeft de Strehlverhouding gerelateerd aan de theorie van de aberratietolerantie, die van veel nut is voor ontwerpers van goed gecorrigeerde optische systemen en waarmee een zinvol verband wordt gelegd tussen de aberraties in de geometrische optica enerzijds en de diffractietheortie uit de fysische optica anderzijds.
Op papier is de Strehlverhouding voor een optisch ontwerp betrekkelijk eenvoudig te berekenen. Maar een belangrijke tekortkoming ervan als methode voor het beoordelen van afbeeldingen is dat hij voor reële optische systemen vaak moeilijk te meten is, vooral doordat de theoretische maximale piekintensiteit niet gemakkelijk beschikbaar is.

## Toepassing
De Strehlverhouding wordt algemeen gebruikt ter beoordeling van de kwaliteit van de seeing in geval van atmosferische turbulentie, en om de prestaties te beoordelen van correctiesystemen op basis van adaptieve optiek.
In de optische industrie is de Strehlverhouding een populaire manier geworden om de prestaties van een optisch ontwerp samen te vatten, omdat hij op eenvoudige en goedkope manier de prestaties van het reële systeem weergeeft in verhouding tot een theoretisch perfect systeem dat onbetaalbaar is en toch nog steeds een eindige puntspreidingsfunctie heeft. In de praktijk is de Strehlverhouding het kwadraat van de verhouding tussen de werkelijke puntspreidingsfunctie en de beste puntspreidingssfunctie die te krijgen is.